# Soca (música)
Soca és un gènere musical originat a Trinitat i Tobago i popular a Veneçuela específicament a la Regió nord-oriental (Güiria) i la Regió Guaiana. Derivat del calipso, que és provinent al seu torn del Kaiso, i bastant proper musicalment al dancehall. El soca combina la melodia ballable del calipso amb una insistent percussió (usualment electrònica). La música soca ha evolucionat en els darrers vint anys princialmente impulsada per músics de Trinitat i Tobago, Saint Vincent i les Grenadines, Barbados, Saint Lucia, Antigua i algunes bandes de San Cristóbal i Neus, Jamaica, Veneçuela, Costa Rica, Panamà i Antilles Menors. L'origen de la paraula és l'abreujament de soul calipso.

## Evolució i característiques
Generalitzadament s'ha reconegut com a pare de la soca a Lord Shorty (nascut Garfield Blackman), qui el 1963 va gravar "Cloak and Dagger" per donar començament al gènere. La difusió del gènere va començar a partir de les interpretacions de Lord Kitchener. D'acord amb Errol Peru, antic mànager de Kitchener i pioner en la promoció de la música Calypso & Soca, "Kitch tenia un rebuig creatiu pel Kaiso ...; qualsevol cosa que componia es transformava instantàniament en un èxit". Byron Lee & the Dragonaires van fer de la soca una moda musical al Carib i els Baha Men, Kevin Lyttle, Machel Montano, Walker i altres van aconseguir ja al segle XXI el seu reconeixement en el mercat americà. Igual que el calipso, la soca ha estat usada tant per fer lletres de contingut social com d'humor picaresc de pujat to sexual, encara que inicialment la soca va eludir els continguts seriosos. En els anys 80 Lord Shorty va manifestar la seva desil·lusió pel fet que el gènere hagués estat usat per expressar temes de tipus sexual. Com totes les coses relacionades amb la llibertat sexual, la soca va guanyar adhesió popular per la seva capacitat per reflectir els pensaments i desitjos dels joves en matèria sexual, usualment reprimits per la cultura acceptada. La música soca es va convertir en expressió de sexualitat en tot el Carib a través de les seves metàfores. Poc després Shorty es va convertir al moviment rastafari i va canviar el seu nom pel de Ras Shorty I, per crear a finals dels 80, un gènere de fusió entre el reggae i el gospel anomenat jamoo. En els anys 90 i la primera dècada del segle xxi, la música soca va evolucionar cap a una barreja d'estils. Les col·laboracions de Machel Montano amb músics de Jamaica (Xarxa Rat i Beenie Man), nord-americans (Walker Hornung) i japonesos ha empès els límits de la soca moderna. Machel Montano ha estat el primer artista de soca a difondre els seus temes a tot el món, incloent la seva presentació al Madison Square Garden de Nova York. Aquest gènere musical s'està estenent a més a països propers a Trinitat i Tobago, com Veneçuela, on s'ha popularitzat sobretot a la ciutat de Güiria, en l'estat de Sucre.

## Músics
Alguns dels millors músics de soca de tots els temps són Shadow, Lord Kitchener, Arrow (musician) Mighty Sparrow, Crossfire, Byron Lee & the Dragonaires, i més recentment Alison Hinds, Atlantik, Machel Montano, Destra García, KMC, Shurwayne Winchester, Denise Belfon, Bunji Garlin, Mr. Slaughter, Alston Beckett Cyrus, Nicole David, Maximus Dan, rupee, Fireman Hooper, Jamesy P, Vertex Band, Bomani, Kevin Lyttle, Alpha, Ninja Dan, Tizzy, Claudette Peter 's, El A Kru, Burning Flames, Krosfyah, Avió Blackman.